# Werkunterricht

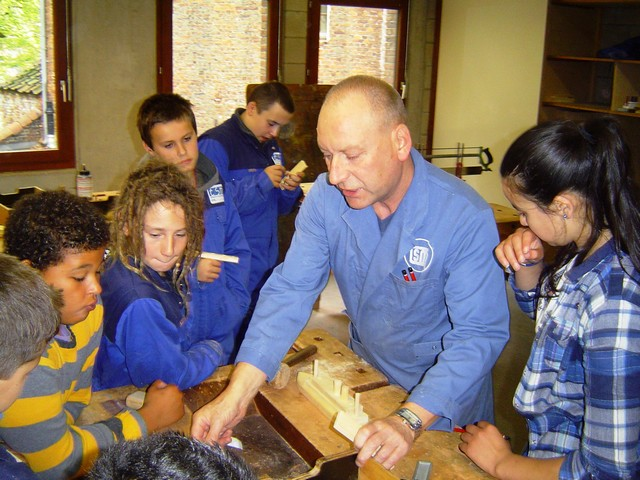
Werkunterricht

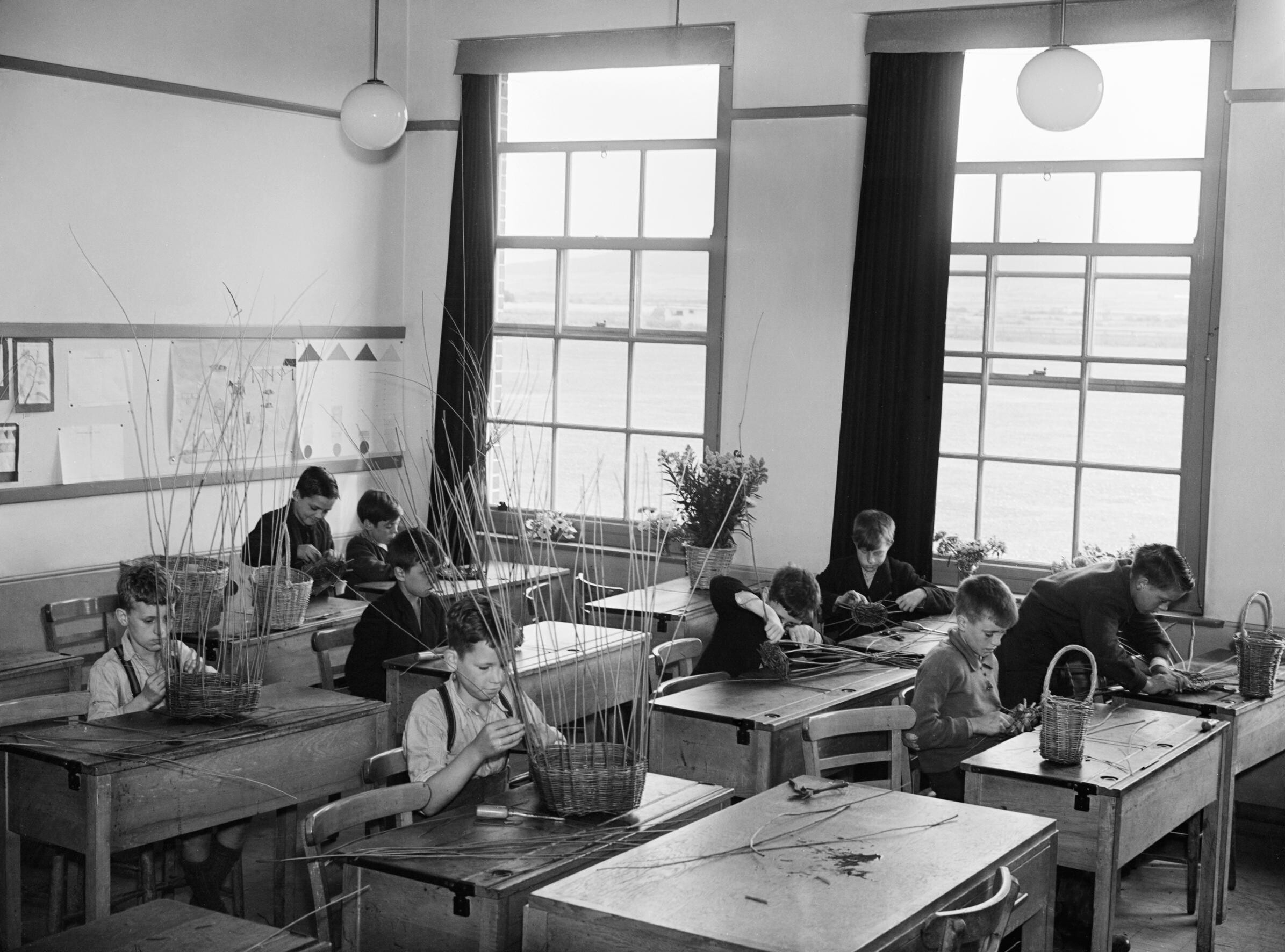
Körbe flechten im Werkunterricht

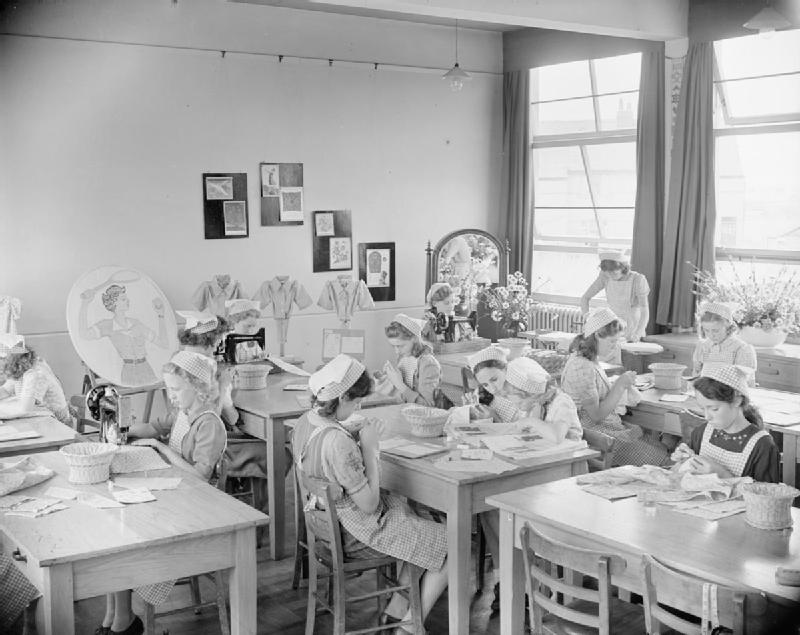
Nadelarbeit im Werkunterricht

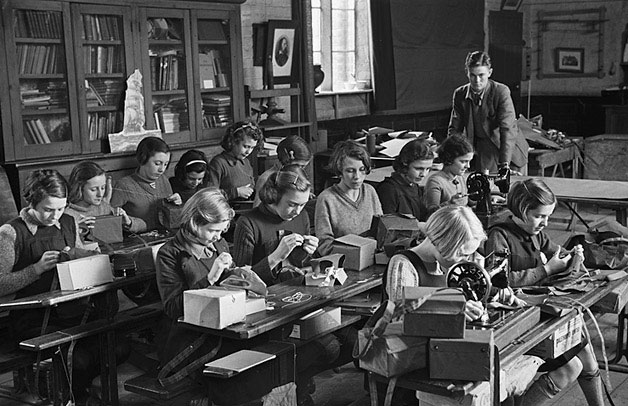
Nadelarbeit im Werkunterricht (1939)

Der Werkunterricht, auch Werkerziehung, auch kurz als Werken bezeichnet, ist ein Schulfach, in dem den Schülern handwerkliche Fähigkeiten beigebracht werden.
Das Fach Nadelarbeit oder Textilunterricht (auch Textilwerken) wurde entweder integriert in diesem Fach oder auch als extra Fach unterrichtet. Den Werkunterricht gibt bzw. gab es so zum Beispiel in einigen deutschen Ländern sowie in Österreich, in der Schweiz und in der DDR.

## Lehrinhalte und Geschichte
Die Schüler lernen, über das Anfertigen kleiner praktischer Gebrauchsgegenstände, das manuelle Bearbeiten von Materialien wie Holz, Glas, Metall oder Kunststoff und den damit verbundenen richtigen Umgang mit den entsprechenden Werkzeugen wie Hammer oder Säge. Oft werden auch Grundlagen der Elektronik und Elektrotechnik vermittelt, indem die Schüler z. B. einen Schalter mit Lampe oder eine Leuchtanzeige für Ziffern bauen.
Der Werkunterricht bereitet beispielsweise darauf vor, später selbsttätig in Haushalt oder Garten Reparaturen vornehmen zu können und ein Gefühl für die Wirkungsweise der Gegenstände in der Alltagswelt zu vermitteln. Der Werkunterricht hatte früher eine größere Bedeutung in der handwerklichen Bildung der Schüler. Er ist eine Vorbereitung auf die spätere Berufsausbildung. Da handwerkliche Tätigkeiten und Berufe früher eher typisch für Männer waren, wurden in Werken manchmal bis in die 1970er Jahre (in einigen Schulsystemen auch noch länger) nur Jungen unterrichtet, während Mädchen Unterricht in Nadelarbeit und Hauswirtschaftslehre erhielten. In der DDR wurden in beiden Fächer Jungen und Mädchen unterrichtet. Die Arbeitslehre soll beides in einem für alle verbindlichen Fach zusammenfassen. Ein neuerer Ansatz als Alternative zum  Werkunterricht ist die Designpädagogik.

### Begriffsabgrenzung
Werken ähnelt zwar dem Basteln, während aber Werken ein Schulfach ist und gleichzeitig Grundlagen vermittelt, ist Basteln ein Hobby.
Laut dem niedersächsischen Kerncurriculum des Fachs Gestaltendes Werken geht es dabei nicht nur um die direkte Vermittlung von berufsqualifizierenden Techniken, sondern um den produktive, erkenntnisfördernde und kreative praktische Tätigkeit. Es sollen Fachtermini erlernt werden und das handwerkliche Gefühl und der sachgerechte Umgang mit Werkzeugen und Materialien, auch im kulturhistorischen Kontext, soll erworben werden. Eigene Kreativität soll Vorrang vor angeleitetem Tätigwerden haben.

Somit besteht ein Unterschied zu früherer Methodik des Werkunterrichts, als Verfahren, Konstruktion und Arbeitsablauf mehr von der Lehrkraft vorgegeben waren.
Die Designpädagogik ist dabei, die ästhetischen Erfahrungen durch grundlegende Vorgänge, wie Wahrnehmung und Gestaltung, zu ermöglichen. 
Das Planen, Entwerfen und Finden von Problemlösungen sollte ein wichtiger Bestandteil des Unterrichts sein.

## Werkunterricht im Fächerkanon

### Deutschland
In anderen deutschen Bundesländern und Schulsystemen ist der Werkunterricht ein Teilbereich der Arbeitslehre oder ähnlicher Fächer. In der DDR war es ein verbindliches Unterrichtsfach von der 1. bis zur 6. Klasse.

### Österreich: Werken, Werkerziehung, Technisches Werken, Textiles Werken, Textiles Gestalten
In Österreich wird der Werkunterricht seit 1987 (10. Schulorganisationsgesetz-Novelle, BGBl. Nr. 335/1987) als Werkerziehung, Technisches Werken und Textiles Gestalten geführt. Die Gegenstände sind:
- Vorschule Werken als verbindliche Übung[5]
- Technisches und Textiles Werken als Pflichtgegenstand der Grundschule und Volksschuloberstufe[6]
- in der Hauptschule Werkerziehung als Pflichtgegenstand der 5. und 6. Schulstufe, Technisches Werken sowie Textiles Gestalten als alternativer Pflichtgegenstand der 7. und 8. Schulstufe[7]
- Textiles Werken als Freigegenstand an der Polytechnischen Schule – technische Fächer sind dort als berufsvorbereitend schon zentraler Lehrinhalt
- Technisches Werken und Textiles Gestalten als alternativer Pflichtgegenstand in der AHS-Unterstufe[8][9]
- In den Oberstufen der allgemeinbildenden höheren Schulen ist der Werk- und Textilunterricht Teil der bildnerischen Lehrerziehung (Bildnerisches Gestalten), nur an Gymnasien mit besonderer Berücksichtigung der musischen Ausbildung (Musischen Gymnasien)[10][11] und Oberstufenrealgymnasium (vertiefendes Wahlpflichtfach)[12] ist er auch als Wahlpflichtfach möglich.
- In der Polytechnischen Schule und an mittleren und höheren berufsbildenden Schulen ist dieser Fachbereich zentraler Lehrinhalt.

Technischer und textiler Unterricht kann jeweils von Knaben und Mädchen gewählt werden. Davor waren geschlechtsspezifische Gegenstände, nämlich Handarbeit und Werkerziehung (Handfertigkeitsunterricht) für Knaben und Handarbeit für Mädchen (Weibliches Handarbeiten) üblich. Von einem Fach der Primar- und Sekundarstufe I ist der Fachbereich – vor allem unter dem Einfluss der Reformpädagogik – auch zu Pflichtgegenständen an höheren Schulen geworden waren.
- Technisches Werken umfasst „die Auseinandersetzung mit den Sachbereichen Gebaute Umwelt, Technik und Produktgestaltung/Design“[14] und soll „zur Orientierung und zu verantwortungsvollem Verhalten der Umwelt und gegenüber beitragen“[15] und „das Leben in einer hochtechnisierten Welt in ökologischer, ökonomischer und sozialer Hinsicht zu bewältigen.“[16]
- Textiles Werken/Gestalten erschließt die Tätigkeitsbereiche Kleiden, Wohnen, Gestalten, Arbeiten bzw. Produzieren und Konsumieren.

## Schulformen des Werkunterrichts
Handwerkliche Bildung im weitesten Sinne wird in der höheren Bildung primär über Höhere technische Lehranstalten
abgedeckt.
Daneben gibt es folgende Spezialformen:
- Kunstgewerbeschulen, Akademien der tertiäre Bildung und höhere Schulen
- Musisches Gymnasium, Schulen auch mit Bildungsschwerpunkt bildnerisches und kunstgewerbliches Gestalten
- Schule für Mode und Bekleidungstechnik für textiles Gestalten
- Werkschulheim, eine spezielle Schulform Österreichs

Außerdem ist in vielen Alternativschulkonzepten materialorientiertes Arbeiten Curriculum, und in Schulen wie Waldorf-, Montessori-, Pestalozzischulen oder Schulen nach Wild ist Werkunterricht Bestandteil des Materialunterrichts.